# Sylvia Sperandio
Sylvia-Carolina Sperandio dite Sylvia Sperandio, née en 1966 à Vöcklabruck, est une médecin et une officière militaire autrichienne avec le grade de major générale. 
En 2017, elle prend la direction du service de santé des armées autrichien. Depuis février 2025, elle est la première femme en Autriche à occuper le grade de major générale de l'armée fédérale autrichienne.

## Biographie

### Formation
Sylvia Sperandio étudie la médecine à l'Université de Vienne et est diplômée en 1993. En 2014, elle obtient un doctorat en psychothérapie de l'Université Sigmund Freud de Vienne et un MBA en gestion des soins de santé de l'Université Alpen-Adria de Klagenfurt.

### Carrière médicale dans le civil
Sylvia Sperandio est pendant 8 ans directrice médicale de l'hôpital militaire de Hörsching. 

### Carrière militaire
Peu de temps après l'ouverture de l'armée fédérale autrichienne aux femmes, Sylvia Sperandio est l'une des premières femmes soldats à rejoindre un bataillon de reconnaissance blindée à Mistelbach en juin 1998. Elle est aussi la première femme à devenir officière dans l'armée fédérale.    
Depuis 2017, elle est cheffe du service de santé avec le grade de Général de Brigade. En février 2025, elle est cheffe du service de santé de l'armée fédérale autrichienne avec le grade de général de division.    